# Ferrariae Decus
Ferrariae Decus è un'associazione per la tutela del patrimonio storico e artistico della città e della provincia di Ferrara fondata nel 1906 da Giuseppe Agnelli. La sede è in via Mentessi n. 4. Presidente dell'associazione è Marialucia Menegatti.

## Storia
La Ferrariae Decus (Il decoro di Ferrara) fu fondata all'inizio del XX secolo a Ferrara con lo scopo di tutelare e promuovere la conoscenza del patrimonio storico, artistico e culturale dell'intera provincia di Ferrara.
Nacque per iniziativa di Giuseppe Agnelli, il direttore e poi presidente della Biblioteca Ariostea fino al 1940, con lo scopo di collaborare con la direzione generale alle antichità e belle arti di Ferrara nella gestione e nel mantenimento di ogni edificio o monumento cittadino partecipando attivamente a restauri, lavori e stesura dei relativi progetti.
Nel cinquantenario della sua costituzione, la Ferrariae Decus fu riconosciuta come "Ente morale per la tutela dei monumenti storici e d'arte" con D.P.R. n. 278 del 2 gennaio 1956.

## Iniziative ed interventi
Nel corso di oltre un secolo di vita la società è intervenuta in moltissimi casi in città ed in provincia a difesa del patrimonio storico.
A Ferrariae Decus si devono restauri alla casa Romei,  all'abbazia di Pomposa, alla chiesa di Santa Maria in Vado, alla cattedrale e, sotto l'amministrazione di Renzo Ravenna, lavori al palazzo di Ludovico il Moro.
In tempi più recenti l'associazione ha curato o finanziato direttamente vari interventi nelle chiese di Sant'Antonio in Polesine, San Gregorio Magno, Sant'Antonio Abate, Sant'Agnese, Santa Maria della Consolazione e diverse altre.

## La biblioteca dell'associazione
In via Cairoli n. 6, a Ferrara, si trova la piccola biblioteca specializzata dell'associazione Ferrariae Decus che raccoglie documentazioni che arrivano sino alla prima metà del XIX secolo. La biblioteca è aperta a tutti e conserva mappe e carte geografiche, manoscritti, periodici e volumi legati alla storia artistica di Ferrara.

## Pubblicazioni dell'associazione
Dal 30 aprile 1992, l'associazione pubblica periodicamente, dapprima semestralmente poi annualmente, dei volumi miscellanei, talune volte monografici; alcuni dei miscellanei sono usciti con supplemento. Inizialmente chiamato Bollettino della Ferrariae Decus, diviene dal settembre 2016 Ferrariae Decus Studi - Ricerche.
- Bollettino n. 1 - 30 aprile 1992[6]
- Bollettino n. 2 - 15 dicembre 1992[7]
- Bollettino n. 3 - 31 maggio 1993[8]
- Bollettino n. 4 - 31 dicembre 1993[9]
- Bollettino n. 5 - 31 maggio 1994[10]
- Bollettino n. 6 - 31 dicembre 1994[11]
- Bollettino n. 7 - 15 maggio 1995[12]
- Bollettino n. 8 - 15 novembre 1995 [13]
- Bollettino n. 9 - 31 maggio 1996[14]
- Bollettino n. 10 - 30 novembre 1996[15]
- Bollettino n. 11 - 31 maggio 1997[16]
- Bollettino n. 12 - 31 dicembre 1997 [17]
- Bollettino n. 13 - 31 maggio 1998[18]
- Bollettino n. 14 - 31 dicembre 1998[19]
- Bollettino n. 15 - 12 maggio 1999 - Monografico La Chiesa ed il Convento di San Paolo a Ferrara[20]
- Bollettino n. 16 - 31 maggio 2001[21]
- Bollettino n. 17 - dicembre 2000 - Monografico La Chiesa ed il Convento di San Domenico a Ferrara[22]
- Bollettino n. 18 - 31 maggio 2001[23]
- Bollettino n. 19 - 31 maggio 2003[24]
- Bollettino n. 20 - 31 dicembre 2003[25]
- Bollettino n. 21 - 2004[26]
- Bollettino n. 22 - 31 dicembre 2005[27]
- Bollettino n. 23 - 2006[28]
- Bollettino n. 24 - 31 dicembre 2007[29]
- Bollettino n. 25 - 31 dicembre 2008[30]
  - Santa Maria della Consolazione - Nascita rovine rinascite - Supplemento al n. 25, 2010
- Bollettino n. 26 - settembre 2010[31]
- Bollettino n. 27 - 2011[32]
- Bollettino n. 28 - 2013[33]
- Bollettino n. 29 - 31 dicembre 2014[34]
- Bollettino n. 30 - 31 gennaio 2016[35]
- Bollettino n. 31 - settembre 2016[36]
- Ferrariæ Decus Studi - Ricerche - n. 32 - settembre 2017[37]
- Ferrariæ Decus Studi - Ricerche - n. 33 - aprile 2018[38]
- Ferrariæ Decus Studi - Ricerche - n. 34 - dicembre 2019 - In ricordo di Renzo Ravaioli[39]
  - Laura Graziani Secchieri, Spazi urbani liminali di marginalità nella Ferrara di età tardo medievale - Supplemento al n. 34 - dicembre 2019[40]
- Ferrariæ Decus Studi - Ricerche - n. 35 - dicembre 2022 - La Piazza di Ferrara e gli statuti comunali del 1173[41]
  - Ferrariæ Decus Studi - Ricerche - n. 35 - dicembre 2022 - I pilastri medievali della cattedrale di Ferrara - Supplemento al n. 35[42]
- Ferrariæ Decus Studi - Ricerche - n. 36 - novembre 2024 - Ricordando l'architetto Michele Pastore